# 清户部造币总厂旧址
40°49′27″N 117°11′54″E / 40.8241167°N 117.1984496°E
清户部造币总厂，位于天津市河北区中山路159号。始建于光绪31年（1905年），该厂属大清户部直接管辖，业务为铸造金、银、铜三种货币。该厂自建立以来为晚清至民国时期国内规模最大、设备最精、技术最先进、产品最丰富的造币企业。2004年，天津市河北区人民政府公布造币总厂旧址为“不可移动文物”。2009年—2012年，天津市第三次全国文物普查对造币总厂旧址进行复查登记，进一步认定其为“不可移动文物”。2013年4月，户部造币总厂旧址被核定为“天津市河北区文物保护单位”。2020年5月16日，被天津市人民政府公布为“第五批天津市文物保护单位”。
|  |  |

## 沿革

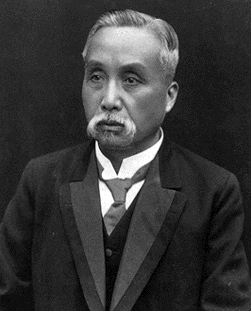
军机大臣徐世昌

清朝末年，市场上的流通货币乱象丛生。由于美国、墨西哥、日本以及欧国各国流入的外国银圆严重地影响中国的币制和金融，清廷迫于形势开始推行币制改革。
- 光绪二十九年（1903），清政府为整顿币制，户部奏请朝廷委派军机大臣徐世昌以及陈碧和张允言为“提调”，负责在天津大经路（今为“中山路”）一带勘查地形，筹建户部造币总厂。[4]
- 光绪三十一年（1905），该厂竣工，并定名为“铸造银钱总局”。该厂设立之初，分别从日本、美国和德国引进了当时最先进的造币设备，于是迅速跻身为全国流通货币制造中心。[4]
- 光绪三十三年（1907），由于该厂由户部筹措建设，且一直受户部直属管辖，因此更名为“户部造币总厂”。[4]
- 宣统二年（1910），清廷下令将造币权完全收归中央政府，并将直隶、湖北、江宁、福建、广东、奉天、河南、四川以及云南九省的造币厂全部划归该厂管辖，并由该厂向这些地方造币厂提供造币所用祖模，成为了名副其实的造币总厂，也从此取代了工部寶源局、户部寶泉局的地位。[3]
- 民国元年（1912），时局动荡，北洋军曹锟的第三镇（师）下属的军队发起北京兵变。3月2日，造币总厂被北洋军队乱兵焚毁。[3]
- 民国三年（1914），为支撑北洋政府和稳定北方经济，袁世凯下令在户部造币总厂原有基础上扩建并成立“财政部天津造币总厂”。[3]
- 民国十年(1921)，北洋政府于3月将天津造币总厂降格为地方造币厂，并更名为“财政部天津造币厂”，但是无论从产品数量上还是种类上该厂所生产的货币仍为全国之最。[3]
- 1930年-1936年间，造币厂轮流被奉系、直系和鲁系军阀所把持。在此期间虽然生产了一些纪念币、纪念章，但实质上已被各路军阀改做兵工厂。直至后来彻底停止造币。[3]
- 1936年，接管天津的冀察政务委员会（由日本占领军扶持的傀儡政权）将天津造币厂更名为“冀察绥靖公署修械厂”(亦称“平津修械所”)，并恢复了其部分造币功能直至1940年前后。

|  |

## 相关阅读
- 大清金币
- 鹰洋
- 龙洋
- 银圆